# Nicolaas Gerard Servatius (1793-1870)
Nicolaas Gerard Servatius (Coevorden, 28 april 1793 - Assen, 15 mei 1870) was een Nederlands bestuurder.

## Leven en werk
Servatius was een zoon van Johan Pieter Servatius (1752-1819) en Gerardina Fokkelina Engelhard (1758-1838). Hij trouwde met Charlotte Gerardina van Swinderen (1798-1858).
Hij was belastingontvanger en schout/burgemeester (1823-1826) in Zuidlaren. In 1826 werd hij ontvanger in Assen. Hij was daarnaast onder andere lid van het college van regenten over de gevangenissen in Assen (1832).
Servatius overleed op 77-jarige leeftijd en werd begraven op de Noorderbegraafplaats in Assen.